# Блази, Мишель
Мишель Блази (Michel Blazy, 1966, Монако, живёт и работает в Париже) — современный французский художник.
Скульптуры и инсталляции Мишеля Блази представляют собой образования из органических, хрупких, эфемерных, скоропортящихся материалов, часто сделанные из продуктов питания (пасты, овощей, фруктов, крупы и т.п) или химических продуктов (пены, клея и т. п.). Некоторые из работ Блази фигуративные, как, например, «Blacky» (пудель из пены для бритья) или «Nature molle» (копия традиционного натюрморта из настоящих фруктов). Другие — абстрактные, как, например, «Mur de poils de carotte» (вертикальная поверхность, покрытая очистками моркови) или «Mur qui pèle» (поверхность, покрытая агар-агаром, образующим хлопья при высыхании), напоминают распадающиеся архитектурные элементы.
Включающие все стадии жизни растительных, органических или животного происхождения материалов, работы Блази растут, цветут, вянут, высыхают и трескаются на глазах зрителей. Оставленные жить собственной жизнью внутри пространства выставки, они предлагают забавные, экспериментальные, живые иллюстрации природных неконтролируемых процессов.

## Персональные выставки
- 2007 Kunstraum Dornbirn, Дорнбирн
- 2007 Palais de Tokyo, Париж

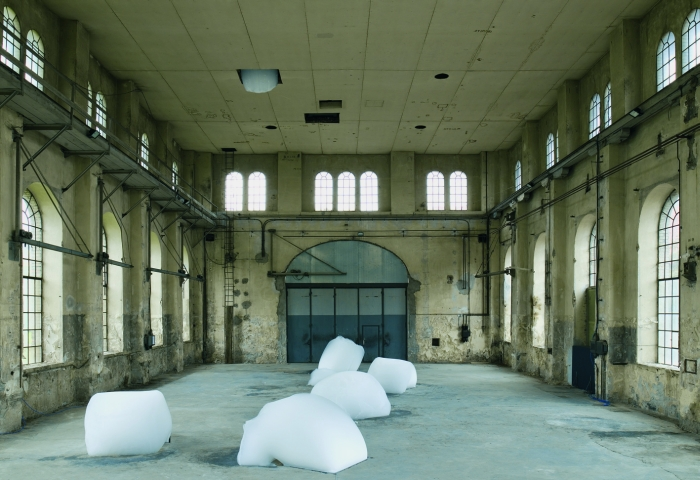
Выставка Мишеля Блази «Falling Garden», 2007, Дорнбирн

- 2006 Animort, La Maréchalerie, Centre d´Art Contemporain, Версаль
- 2005 Art : Concept, Париж
- 2003 Art : Concept, Париж
- 2003 Le voyage fantastique, Württembergischer Kunstverein, Штутгарт
- 2002 CCA Wattis Institute for Contemporary Arts, Сан-Франциско
- 2000 Univers en expansión: Le clos des chutes: La chute des colonnes, Museo de las Artes Universidad de Guadalajara, Гвадалахара
- 1996 Unlimited Contemporary Art, Афины